# Euonymus chenmoui
Euonymus chenmoui là một loài thực vật có hoa trong họ Dây gối. Loài này được W.C.Cheng mô tả khoa học đầu tiên năm 1935.